# Top 4000 Muziekquiz
De Top 4000 Muziekquiz is een Nederlands televisieprogramma dat in de decembermaand wordt uitgezonden op SBS6. Het programma werd van 2020 t/m 2023 gepresenteerd door Gerard Ekdom. Vanaf 2024 wordt het gepresenteerd door Johnny de Mol omdat Gerard Ekdom in 2024 naar Radio Veronica verhuisde met als gevolg dat hij ook moest stoppen met zijn TV-werkzaamheden bij Talpa. In het programma spelen twee teams van twee bekende Nederlanders een quiz met allerlei muziekvragen en opdrachten. Aan de hand van een groot speelbord moeten zij als eerste de eindstreep zien te bereiken. De muziek die voorbij komt, is terug te vinden in de Top 4000 van Radio 10. 
De eerste aflevering was te zien op 5 december 2020. De eerste twee seizoenen bestonden uit drie afleveringen die te zien waren op zaterdagavond. In seizoen 3 werden er vijf afleveringen uitgezonden van maandag tot en met vrijdag, in de laatste week dat de Top 4000 op Radio 10 te horen was. Het vierde seizoen wordt niet op de zaterdagavonden, maar op de zondagavonden van de Top 4000 uitgezonden. In 2024 wordt de quiz net als in 2020 en 2021 op de zaterdagavonden van de Top 4000 uitgezonden. De quiz wordt dat jaar voor het eerst in samenwerking met de Nationale Postcode Loterij gemaakt. Als gevolg hiervan worden er ook prijzen van deze loterij uitgereikt tijdens het programma.

## Afleveringsoverzicht

### Seizoen 1 (2020)
| Aflevering | Datum            | Team 1                                  | Team 2                                 | Winnende team |
| ---------- | ---------------- | --------------------------------------- | -------------------------------------- | ------------- |
| 1          | 5 december 2020  | Thomas Cammaert & Sanne Wallis de Vries | Emma Heesters & Jeroen van der Boom    | 1             |
| 2          | 12 december 2020 | Joris Linssen & Monique Smit            | Hélène Hendriks & Dennis van der Geest | 1             |
| 3          | 19 december 2020 | Dave von Raven & Karin Bloemen          | René Froger & Danny Froger             | 2             |

### Seizoen 2 (2021)
| Aflevering | Datum            | Team 1                           | Team 2                           | Winnende team |
| ---------- | ---------------- | -------------------------------- | -------------------------------- | ------------- |
| 1          | 4 december 2021  | Jamai & Glen Faria               | Anne-Marie Jung & Dennis Weening | 2             |
| 2          | 11 december 2021 | Sander Lantinga & Jeangu Macrooy | Birgit Schuurman & Leo Alkemade  | 1             |
| 3          | 18 december 2021 | Gordon & Dyantha Brooks          | Jim Bakkum & Steven Kazan        | 2             |

### Seizoen 3 (2022)
| Aflevering | Datum            | Team 1                                  | Team 2                             | Winnende team |
| ---------- | ---------------- | --------------------------------------- | ---------------------------------- | ------------- |
| 1          | 19 december 2022 | Jan Versteegh & Francis van Broekhuizen | Bridget Maasland & Donnie          | 2             |
| 2          | 20 december 2022 | Spike & Jamie Westland                  | Irene Moors & Jaap Reesema         | 2             |
| 3          | 21 december 2022 | Richard Groenendijk & Elske DeWall      | Meau & Blanks                      | 1             |
| 4          | 22 december 2022 | Michel Mulder & Ronald Mulder           | Heleen van Royen & Stefano Keizers | 2             |
| 5          | 23 december 2022 | Wolter Kroes & John de Bever            | Evelien de Bruijn & Hans Klok      | 2             |

### Seizoen 4 (2023)
| Aflevering | Datum            | Team 1                                      | Team 2                             | Winnende team |
| ---------- | ---------------- | ------------------------------------------- | ---------------------------------- | ------------- |
| 1          | 3 december 2023  | Maria Fiselier & Ruben Hein                 | Danny de Munk & Samantha Steenwijk | 2             |
| 2          | 10 december 2023 | Tim Klijn & Patty Brard                     | Hélène Hendriks & Johan Derksen    | 2             |
| 3          | 17 december 2023 | Frank van der Lende & Hannelore Zwitserlood | Marlayne Sahupala & Victor Mids    | 1             |
| 4          | 24 december 2023 | Roué Verveer & Jörgen Raymann               | Natasja Froger & Henry Schut       | 2             |

## Radio 10 Songfestivalquiz
In 2021 werd er een speciale editie van het programma uitgezonden: de Radio 10 Songfestivalquiz. In drie afleveringen kwamen alle Songfestivalklassiekers aan bod en werd er gespeeld met oud-deelnemers en Songfestivalkenners. 
| Aflevering | Datum       | Team 1                          | Team 2                                 | Winnende team |
| ---------- | ----------- | ------------------------------- | -------------------------------------- | ------------- |
| 1          | 1 mei 2021  | Martien Meiland & Viktor Brand  | Linda Wagenmakers & Samantha Steenwijk | 1             |
| 2          | 8 mei 2021  | Marlayne Sahupala & Esther Hart | Getty Kaspers & Maurice Wijnen         | 2             |
| 3          | 15 mei 2021 | Franklin Brown & Maxine         | Sieneke & Koos van Plateringen         | 2             |